# Orla Jørgensen
Anton Oving Orla Jørgensen (25 de maio de 1904 — 29 de junho de 1947) foi um ciclista dinamarquês que representou o seu país nos Jogos Olímpicos de 1928, em Amsterdã, onde foi o vencedor e recebeu a medalha de ouro competindo na prova de estrada por equipes, junto com Henry Hansen e Leo Nielsen. Na prova de Ciclismo nos Jogos Olímpicos de Verão de 1928 - Corrida em estrada masculina individual, ele terminou na vigésima quinta posição.
Era o irmão do também ciclista Henry Jørgensen.